# Владимирский Киевский кадетский корпус

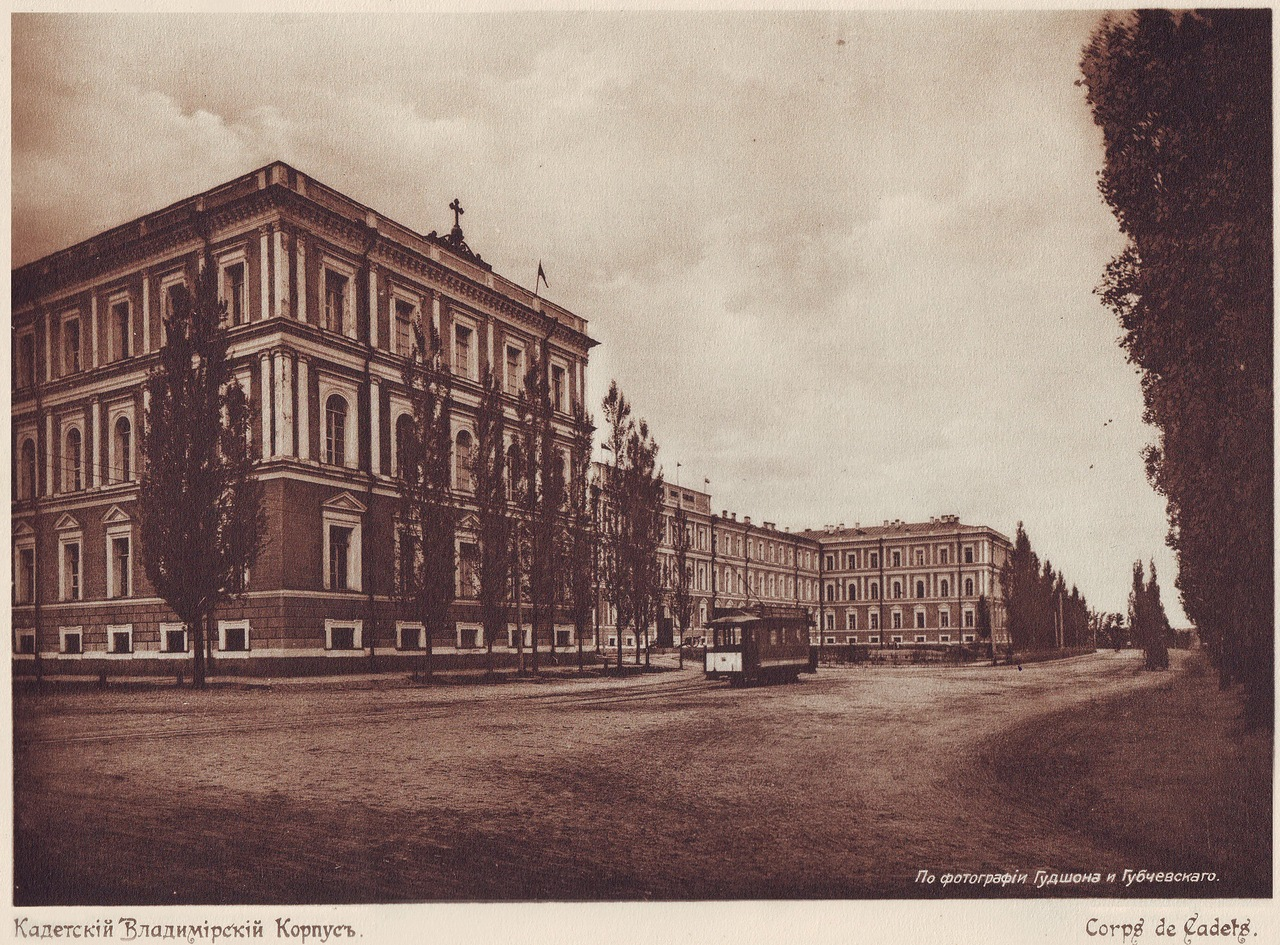
Здание Владимирского Киевского кадетского корпуса. 1911

Влади́мирский Ки́евский каде́тский ко́рпус — военно-учебное заведение Российской Империи, имевшее целью подготовку детей и подростков к воинской службе в офицерском звании.
Основан в 1852 году, просуществовал до 1919 года, когда, вместе с отступающей Белой армией, был эвакуирован на Юг России, а через год — в королевство СХС, где был влит в Первый Русский Великого Князя Константина Константиновича кадетский корпус. Корпусной праздник: 6 (18) декабря. Старшинство с 1851 года.

## История
Решение об основании кадетского корпуса было принято в 1833 году. В 1847 году дворянство Киевской, Волынской, Подольской, Таврической и Херсонской губерний собрало по подписке 200 000 рублей на постройку корпусного здания, в котором должны были обучаться малолетние дворяне этих губерний. Также, дворяне обязались вносить ежегодно до 67 000 рублей серебром на содержание воспитанников. Было подано ходатайство на Высочайшее имя о присвоении корпусу имени великого князя Владимира Александровича, которое было удовлетворено императором Николаем I. С тех пор, корпус стал именоваться Владимирским Киевским кадетским корпусом.
В том же году, Николай I посетил Киев, где лично выбрал место для кадетского корпуса. Постройка здания, которая заняла 10 лет, была поручена известному в те годы архитектору Штрому. До тех пор учебное заведение располагалось в помещении 1-й Киевской гимназии.

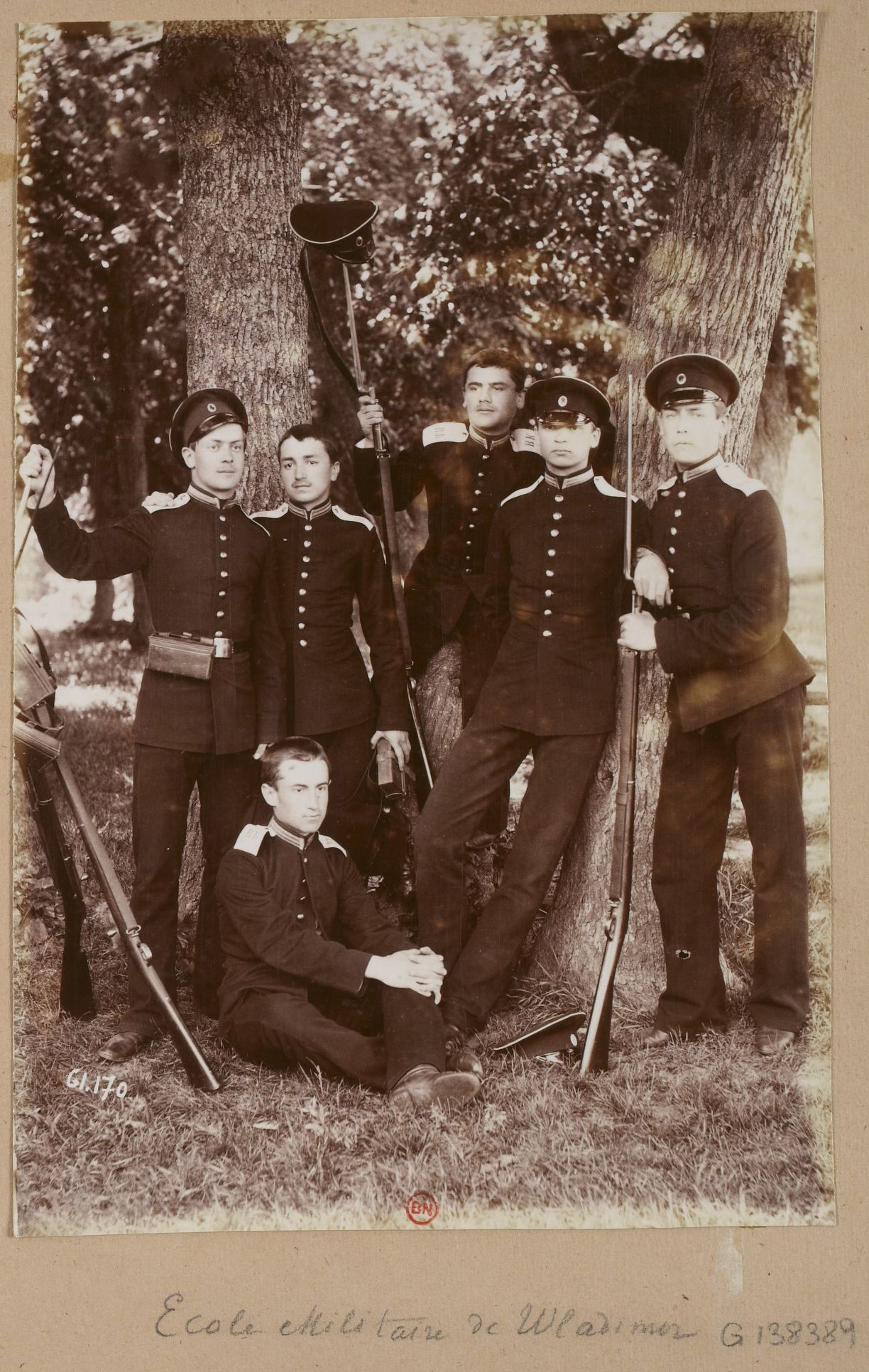
Кадеты Владимирского кадетского корпуса, 1892 г.

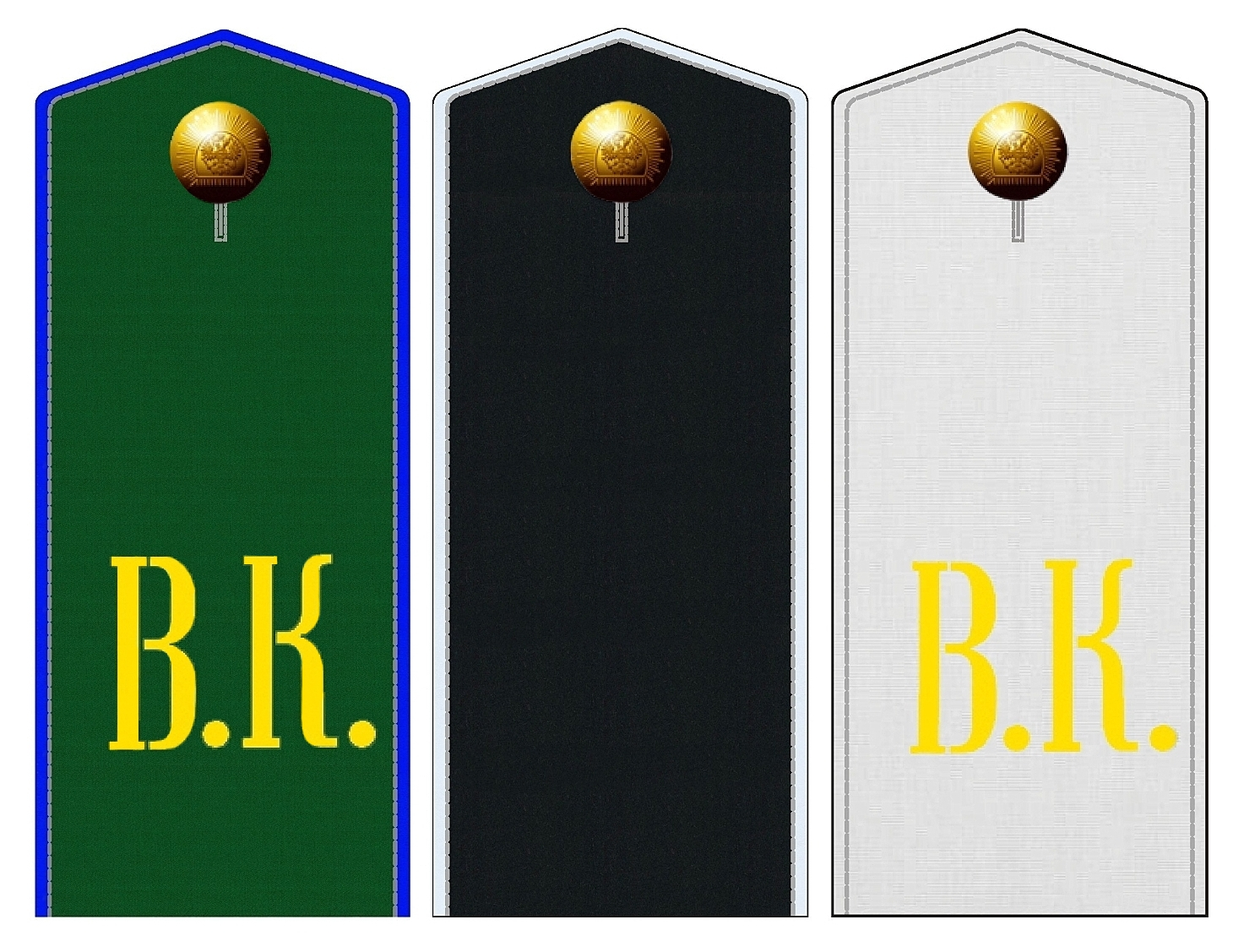
Погоны кадет Владимирского Киевского кадетского корпуса (В.К.К.К.) (слева направо): зелёные с синим кантом и буквами «ВК» — в период с 1851 по 1864 гг., чёрные с белым кантом и без букв — в период с 1864 по 1882 гг., белые с белым кантом и буквами «ВК» — в период с 1882 по 1919 гг.

В конце 1851 году, было начато формирование корпуса. 10 (23) декабря был издан первый приказ по корпусу, где был объявлен список кадет первого приема. Официальное открытие состоялось 1 января 1852 года. Новички, принятые в корпус, были разбиты на две неранжированные роты, положившие основание Неранжированному Киевскому кадетскому корпусу. Директором корпуса был назначен полковник лейб-гвардии Финляндского полка Адольф Васильевич фон Вольский.
30 августа 1857 года, Неранжированный кадетский корпус, где до того времени обучались только кадеты младших классов, которые должны были продолжать образование в других корпусах, был преобразован во Владимирский Киевский кадетский корпус. По изданному в 1858 году Особому положению, в корпусе должно было воспитываться 400 кадет, распределенных на 5 общих и 2 специальных класса. В последних проходились чисто военные науки и шла подготовка к выпуску кадет непосредственно в офицеры. Корпусу было даровано знамя, с которым кадеты уже в следующем 1859 году участвовали в военном параде перед императором Александром II.
В 1863 году, согласно реформе Д. А. Милютина, были созданы военные училища, взявшие на себя функцию бывших специальных классов кадетских корпусов. В том году кадеты, окончившие пятый и 1-й специальный классы Владимирского Киевского кадетского корпуса, были переведены в военные училища для продолжения своего военного образования. Через два года, в 1865 году, сам корпус был переименован во Владимирскую Киевскую военную гимназию, директором которой стал полковник С. А. Слуцкий. Его преемником, после внезапной смерти директора, скончавшегося на втором году пребывания в должности, был назначен полковник Шуцкий. При последнем, в военной гимназии произошёл бунт, сурово подавленный начальством.

В гимназии было много сыновей польских дворян Юго-Западного края. Польское восстание 1863 года должно было неизбежно отразиться на психике детей и юношей. Директор же, делая выговор гимназисту-поляку 7-го класса, позволил себе сказать ему: «Вы такой же лгун и негодяй, как и все поляки!» Юноша схватил стул и хотел ударить директора. Последний бросился бежать, а гимназист — за ним. Служителя схватили юношу, и директор приказал запереть его в подвальную каморку, где был склад ненужных вещей. Воспитанники просили перевода виновного в обычный карцер, но получили в этом грубый отказ. Тогда, старший возраст бросился в подвал и освободил арестованного. Затем началось сведение счетов с нелюбимыми педагогами: француза спустили на веревках из окна второго этажа и учинили ряд других насилий… Была вызвана рота солдат, которая и прекратила бунт… По Высочайшему повелению, главный виновник был сослан в солдаты на Амур без выслуги, а 58 других участников высланы юнкерами в армию. Всей гимназии сняли её зеленые погоны.— В. Дубинский, Г. Аустрин - Владимирский Киевский кадетский корпус, «Военная быль», № 83, январь 1967 г.
Полковник Шуцкий был смещён, и заменён генерал-майором Г. П. Кузьминым-Караваевым, директором Полоцкой военной гимназии. Впоследствии, директорами гимназии являлись полковник П. Н. Юшенов (1871—1879 гг.) и генерал-майор П. А. Алексеев (1879—1897 гг.), при котором, в 1882 г, гимназия вновь стала именоваться Владимирским Киевским кадетским корпусом. После Алексеева корпус возглавляли генерал-лейтенант Л. И. Кублицкий-Пиотух, бывший директор Сумского кадетского корпуса (1897—1905 гг.), и, переведенный из Симбирского корпуса, генерал-лейтенант Е. Е. Семашкевич, ставший последним директором Киевского кадетского корпуса, до его расформирования в 1919 году.
В конце XIX века, кадетами Владимирского Киевского корпуса были Н. Н. Духонин (фельдфебель выпуска 1894 г., впоследствии Верховный главнокомандующий Русской армии в 1917 году, убитый большевиками), М. Г. Дроздовский, учившийся в 1892-99 гг., впоследствии один из лидеров Белого движения, в честь которого были названы дроздовские части и соединения, и А. А. Игнатьев (будущий военный дипломат, поступивший в 5-й класс Киевского кадетского корпуса в 1891 г.)

### Судьба Корпуса во время Революций 1917 г., Гражданской войны и за границей
После прихода большевиков к власти в Киеве в 1918 г., корпус был распущен. В ходе Гражданской войны в августе 1919 года Киев был взят Добровольческой армией и занятия в корпусе были возобновлены. Затем кадетский корпус был эвакуирован в Одессу в здание Одесского кадетского корпуса, просуществовав там, совместно с последним, как самостоятельное учебное заведение до января 1920 года.
7 февраля 1920 года корпус вместе с 1-й ротой и 2-й полуротой Одесского, и двумя классами Полоцкого корпусов обеспечивали порядок в Одесском порту во время эвакуации добровольцев и их семей. Кадеты старших классов и юнкера Сергиевского артиллерийского училища были единственными частями, на которые могло положиться начальство и на них легла вся тяжесть обеспечения порядка в порту в тот день. Кадеты и юнкера не только обеспечивали порядок в порту, но и вступили в бой с передовыми частями Красной армии, приближающимися к порту и даже переходили в контратаки, оттесняя противника от прилегающих к порту возвышенностей, откуда красные пулемётчики вели огонь по скоплениям людей на причалах. Вечером, под пулемётным и ружейным огнём большевиков, уже ворвавшихся в порт, кадеты были приняты на борт английского крейсера «Церес» (англ. Ceres), отошедшего от причалов Одессы последним, после ухода всех остальных судов. На следующий день кадеты были пересажены на переполненный беженцами британский транспорт «Рио Негро».
13 февраля 1920 г. «Рио Негро» пришёл в порт Салоники, откуда специально присланным югославским правительством поездом, корпус был перевезён в Королевство сербов, хорватов и словенцев (будущую Югославию), где совместно с кадетами других эвакуированных корпусов положил начало основанию 1-го Русского Кадетского Корпуса — своего преемника.

## Здание корпуса в советский период
В 1919 году здесь были размещены 6-е Киевские командные курсы (прообраз военных училищ) Красной армии. Выпускником этих курсов являлся А. П. Голиков, в будущем — классик советской литературы Аркадий Гайдар. Потом, с июня 1920 года, курсы были переименованы в 5-ю Киевскую пехотную школу. Её преподавательский состав состоял из кадровых офицеров Русской императорской армии, многие из которых являлись выпускниками Владимирского Киевского кадетского корпуса. Осенью 1941 года во время обороны города все преподаватели 5-й Киевской пехотной школы погибли. При нацистской оккупации здание стало казармой частей вермахта. Когда фронт опять приблизился к Киеву, корпус несколько раз бомбила советская авиация. 5 ноября 1943 года после очередной бомбардировки здание было наполовину разрушено. Его отстроили в 1951—1953 годах. С того времени здесь находился штаб Киевского военного округа.
С 1991 года в здании корпуса размещается Министерство обороны Украины (Киев, Проспект Воздушных Сил, д. 6).

## Директора
- 1852 — 01.09.1865 — полковник (с 07.04.1857 генерал-майор, с 30.08.1864 генерал-лейтенант) фон Вольский, Адольф Васильевич
- 01.09.1865 — 1866 — полковник Слуцкий, Сергей Александрович
- 1866 — 1867 — полковник Шуцкий, Константин Павлович
- 1867—1871 — генерал-майор Кузьмин-Караваев, Григорий Павлович
- 1871—1879 — генерал-майор Юшенов, Павел Николаевич[1]
- 17.05.1878 — 28.06.1878 — полковник Альбедиль, Фёдор Константинович
- 23.06.1879 — 06.12.1897 — генерал-майор Алексеев, Павел Александрович
- 18.05.1898 — 08.01.1905 — полковник (с 06.12.1900 генерал-майор) Попруженко, Михаил Григорьевич
- 20.01.1905 — 09.01.1907[2] — генерал-майор (с 06.12.1906 генерал-лейтенант) Кублицкий-Пиотух, Лев Иосифович
- 1907 — 1918 — генерал-майор (c 06.12.1909 генерал-лейтенант) Семашкевич, Евгений Евстафьевич
- 1919 — генерал-лейтенант Саранчов, Андрей Михайлович

## Инспекторы классов
- 1895—1901 — полковник Марданов, В. Л.
- 1901—1904 — полковник Шидловский В. Ю.
- 1904—1906 — полковник Агапов А. А.
- 1906—1909 — полковник (с 6.12.1908 — генерал-майор) Якубинский П. В.
- 1909—1916 — полковник (с 6.12.1909 — генерал-майор) Ленин Н. В.

## Известные выпускники
См. также: Выпускники Киевского кадетского корпуса
- Алкалаев-Калагеоргий, Иван Николаевич — генерал-майор, педагог.
- Бердяев, Николай Александрович — философ.
- Былевский, Фаддей Сигизмундович — русский и польский генерал
- Вансовский, Роман Андреевич — полковник, георгиевский кавалер
- Вирановский, Георгий Николаевич — военачальник, командующий 2-м гвардейским корпусом 11-й армии в 1917 г.
- Галкин, Алексей Семёнович — деятель УНР, преемник В. Н. Петрова на посту военного министра.
- Данилов, Юрий Никифорович — военачальник, исполняющий должность начальника штаба Северного фронта в Первую мировую войну.
- Дроздовский, Михаил Гордеевич — военачальник Белой Армии, командир дивизии.
- Дубовской, Николай Никанорович — художник, один из руководителей Товарищества передвижников.
- Духонин, Николай Николаевич — военачальник, главковерх Русской армии в 1917 г.
- Игнатьев, Алексей Алексеевич — русский, советский военный деятель, дипломат, писатель.
- Калинин, Константин Иванович — начальник Казанского губернского жандармского управления.
- Каменев, Сергей Сергеевич — советский военачальник, командарм 1-го ранга.
- Крутень, Евграф Николаевич — летчик-истребитель Первой мировой войны.
- Остапенко, Сергей Степанович — председатель Совета министров УНР.
- Павлов Александр Александрович — командир 4-го Донского Корпуса ВСЮР.
- Петров, Всеволод Николаевич — военный министр УНР в 1919 г.
- Ремлинген, Арнольд Александрович — генерал-майор, министр внутренних дел Болгарии (1881-1882).
- Садовский, Михаил Викентьевич — полковник (в эмиграции — генерал-хорунжий) Армии УНР.
- Самсонов, Александр Васильевич — военачальник, командующий 2-й армией в Первую мировую войну.
- Саранчов, Андрей Михайлович — Генерального штаба генерал-лейтенант, директор Сумского и Владимирского Киевского кадетских корпусов.
- Тилло, Алексей Андреевич — географ, картограф и геодезист, генерал-лейтенант.
- Трутенко, Валентин Максимович — генерал-хорунжий) Армии УНР.
- Филимонов, Александр Петрович — атаман Кубанского казачьего войска.
- Чекмарёв, Николай Иванович — генерал-майор, архитектор.
- Чудинов, Александр Николаевич — педагог.
- Щастный, Алексей Михайлович — военно-морской деятель, командующий Балтийским флотом в 1918 г.

- Кавалеры ордена Святого Георгия IV класса: Сосновский, Макарашвили, Гурковский, Кривцов, Евреинов, Богаевский, Манштейн.
- Кавалер Георгиевского Золотого оружия «За храбрость» Фененко.
- Профессоры: Иконников, Яснопольский, Кублицкий.
- Генералы Российской империи: Артамонов, Студзинский, Овсяной, Фабрициус.
- Губернаторы Российской империи: Константинович, Янковский.

## Форма
Общекадетская форма. Белые погоны с жёлтым трафаретом «В. К.» Чёрная фуражка с красным околышем и белым кантом на тулье. В 1-й строевой роте (с 1907 года) у кадет на поясах штыки.